# 音響測深

音響測深の模式図。船底から海底に向けて音波を送信して海底で反射して戻ってくるまでの時間から水深を算出する

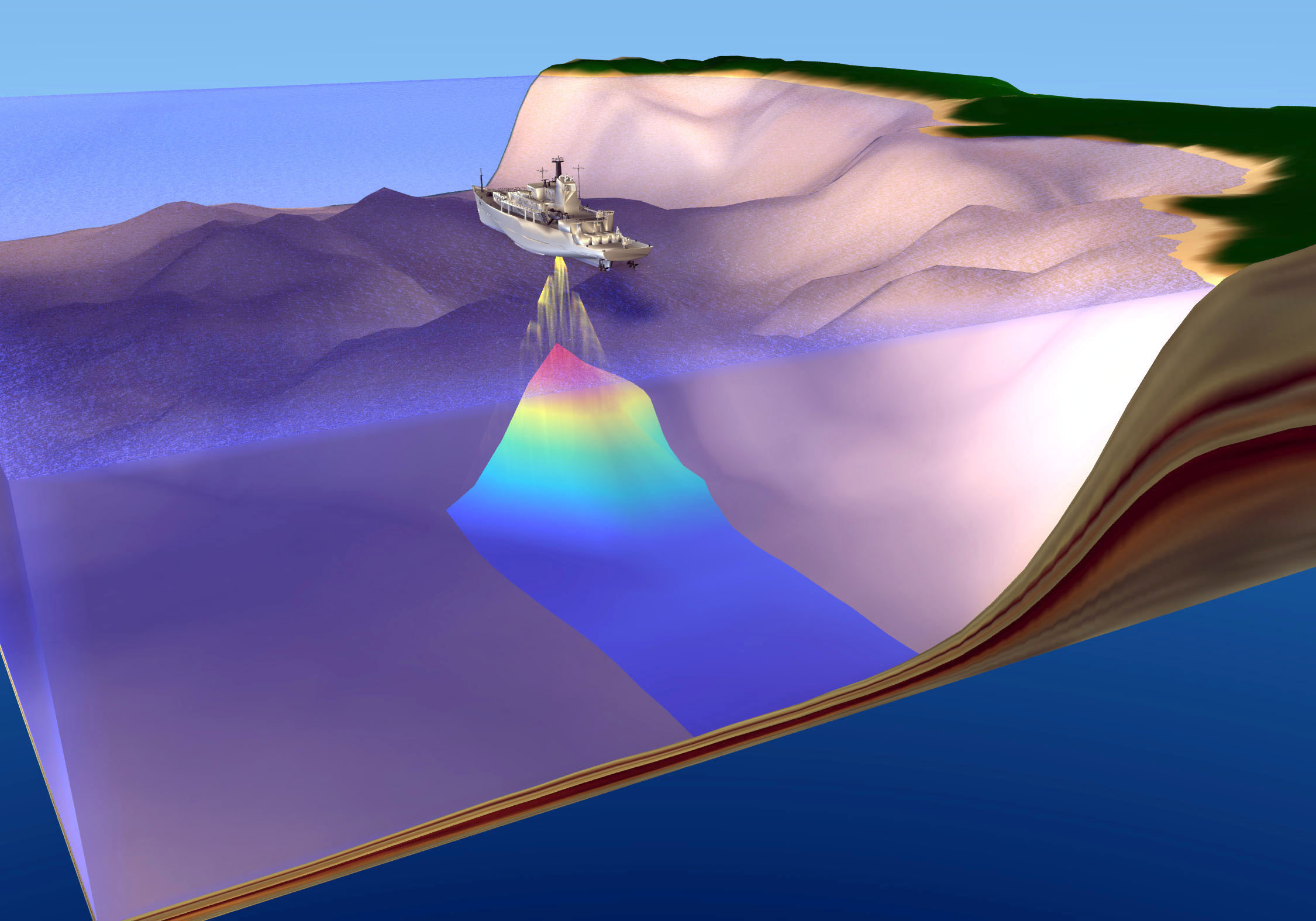
海底の地形を調査する様子

音響測深（おんきょうそくしん、英語: Echo sounding）は、音波を利用する測深手法。

## 概要
1913年、音響を利用する測深儀はドイツの物理学者、アレクサンダーベームが特許を取得している。日本では1931年に日本電気により九一式探信儀が初めて開発された。
音響測深儀では4kHz程度の音波を船底から海底に向けて送信して海底で反射して戻ってくるまでの時間から水深を算出する。水温や塩分濃度によって音波の伝播特性に影響があるため、誤差が生じる。近年では水中レーザーを使用する機種もある。
古典的な音響測深機では一本の音波ビームのみを使用する（シングルビーム音響測深機）のに対し、近年では扇状の音波ビームを用いたマルチビーム音響測深機が主流になっており、二次元的に走査することにより、海底の三次元の画像が取得できる。また、魚群探知機と作動原理が同じなので兼用になっている場合も多く、小型軽量化され、自律型無人潜水機にも搭載される例もある。沈没船の捜索では定番の装備でこれまで戦艦大和やタイタニック等の捜索に使用されてきた。

## 文献
- 茂在寅男『音響測深儀―附・魚群探知機』海文堂、1953年。
- 山本耕策『音響測深儀と魚群探知機』海文堂、1968年。
- 宍戸正昭、「水中超音波を用いた海洋計測技術」『計測と制御』 19巻 3号 1980年 p.348-356, doi:10.11499/sicejl1962.19.348
- 浅田昭, et al. "測深技術の現状." 海洋調査技術 15.1 (2003): 37-77, NAID 10021980210
- 畑中勝守, 畑中勝守, 和田雅昭, 上瀧實 ほか、「魚群探知機情報を活用した低コスト海底地形測深システムの開発 (PDF) 」 第60 回土木学会年次学術講演会概要集, 第 W 部門, pp521 522 (2005): 115.
- 中西正男, 「9,000 mより深い水深におけるマルチナロービーム音響測深機による測深の信頼性評価」『海洋調査技術』 23巻 1号 2011年 p.1_11-1_23, doi:10.11306/jsmst.23.1_11
- 半谷和祐. "SeaBeam3000 深海用マルチビーム測深機: 世界初のマルチビームから 50 年 (特集 活用が進むマルチビーム測深機)." 超音波 techno 24.5 (2012): 50-54.